# Parel pockets
Parel pockets was een boekenreeks met heruitgaven van populaire boektitels in pocketeditie en werd tussen 1979 en 1986 uitgegeven door uitgeverij Elsevier en vanaf 1986 door uitgeverij De Boekerij. De eerste uitgave verscheen in 1979.

## Geschiedenis
Parel pockets werden in 1979 door uitgeverij Elsevier voor het eerst uitgebracht. De reeks op pocketformaat omvatte een heterogene mengeling van vertaalde fictieboeken van voornamelijk het spannende boek: thrillers, avonturenromans, medische thrillers, detectiveromans en techno-thrillers.
In 1986 werd de algemene boekendivisie van uitgeverij Elsevier verzelfstandigd in uitgeverij De Boekerij.
Medio jaren 1990 werd uitgeverij De Boekerij overgenomen door PCM Uitgevers. De Parel Pockets-reeks werd medio 2002 stopgezet en is opgegaan in de vergelijkbare, en meer bekende Zwarte Beertjes-reeks van PCM
Uitgevers.